# Starship Troopers 3: Marauder
Starship Troopers 3: Marauder (englisch marauder: Marodeur, Plünderer) ist ein US-amerikanisch-südafrikanischer Science-Fiction-Film aus dem Jahr 2008. Es ist die Fortsetzung der Filme Starship Troopers und Starship Troopers 2: Held der Föderation. Der Protagonist Rico des ersten Films taucht, im Gegensatz zum zweiten Teil, wieder im Handlungsverlauf auf.

## Handlung
In dem seit mehreren Jahren geführten Krieg der Menschheit bringt die Spezies der Bugs durch Mutation und Evolution neue, tödliche und schwer zu erkennende Arten hervor. Doch auch die Menschen sind nicht untätig geblieben und haben in Form der Q-Bombe eine Waffe entwickelt, die ganze Planeten in die Luft sprengen kann.
Der für die Bekämpfung der Bugs zuständige Sky Marshal Omar Anoke strandet nach seiner Flucht von einem durch die Bugs vernichteten Außenposten auf dem von den Bugs kontrollierten Planeten OM-1. Ebenfalls in dieser gestrandeten Truppe sind der Koch, der Arzt, eine Stewardess, ein Soldat und die Pilotin seines persönlichen Raumkreuzers, Lola Beck. Diese ist eine Vertraute von Col. Rico und aktuelle Freundin der rechten Hand des Sky Marshals, General Dix Hauser. Aus einem unerklärlichen Grund zeigt sich der Sky Marshal plötzlich gläubig, obwohl Religion durch die Föderationsregierung geächtet wird, und macht die Suche nach dem ebenfalls notgelandeten Transportschiff zu seiner persönlichen Suche nach Gott. Überraschenderweise wird die Gruppe nicht von umherstreifenden Bugs angegriffen, was der Sky Marshal als den „Bestimmten Weg“ deutet. Johnny Rico, der das Kommando über den verlorenen Außenposten hatte, wird wegen einer Befehlsverweigerung zum Tode verurteilt. Bei seiner Exekution durch Hängen reißt das Seil scheinbar aus der Verankerung, jedoch stellt sich heraus, dass Dix Hauser, der nun behauptet, eine leitende Position beim Geheimdienst zu bekleiden, seine Finger im Spiel hat. Hauser berichtet Col. Rico, dass dieser in einer geheimen Mission, in welcher er von einer Spezialtruppe unterstützt wird, den Sky Marshal finden und retten soll. Als technische Unterstützung stehen ihnen dabei die neuentwickelten „Marauder“-Kampfanzüge mit einem vielfältigen Waffenarsenal zur Verfügung. Nicht nur der Sky Marshal ist eine der dringend gesuchten Personen, sondern auch seine Pilotin, da sie den geheimen Standort des Flottenhauptquartiers „Sanctuary“ kennt. Diese Informationen in „Bug-Händen“ würde den Untergang der Menschheit bedeuten.
Während der Suche nach dem vermissten Sky Marshal treffen sie auf den Gott der Bugs „Behemecoatyl“, der den Sky Marshal schon seit längerem über den gefangengehaltenen Brain-Bug (aus Teil 1) kontrolliert, indem er ihm vortäuscht, Frieden mit der Menschheit schließen zu wollen. Der Sky Marshal wird von Behemecoatyl verschlungen. Die Spezialeinheit unter Johnnys Führung kann Lola Beck und die Stewardess retten, und mit der neuesten Waffe, der Q-Bombe, wird der „Mega-Bug“ schließlich zusammen mit dem Planeten vernichtet.
Zum Abschluss wird in einem Spot der Föderation erklärt, dass Gott doch existiere und dass er auf der Seite der Menschen stehe. Dix Hauser und Lola Beck heiraten, und Col. Jonny Rico wird eine Beförderung zum General angeboten. Er soll das Kommando über das Marauder-Programm übernehmen.

## Hintergrund
- Die gepanzerten Kampfanzüge sind in der Romanvorlage Starship Troopers eigentlich künstliche Exoskelette und keine meterhohen Mechs. In dieser ist Sanctuary auch keine Flottenstützpunkt-Raumbasis, sondern ein urzeitlicher, erdähnlicher von Menschen kolonisierter Planet
- Wie der zweite Teil ist auch Starship Troopers 3 eine Direct-to-DVD-Produktion. Der Film erschien in Deutschland am 16. Oktober 2008 auf Blu-ray Disc und DVD
- Der Kampfanzug Marauder ist gleichnamig mit dem Titel und mit dem Namen der Spielerfigur im Videospiel Starship Troopers
- Das Budget des Filmes betrug 20 Mio. US-Dollar
- Van Diens damalige Ehefrau Catherine Oxenberg spielt eine kleine Nebenrolle als Technikerin
- An der Stelle am Anfang des Films, in der SM Anoke verwundet aufgefunden wird, nennt ein Offizier in der deutschen Version (Austria) die Trooper „Marines“

## Kritiken
„Fortsetzungsfilm als blutiges Kampfgetümmel. Der ausgefeilte ‚Look‘ sowie einige satirische Seitenhiebe lassen nicht übersehen, dass es dem Film durch das geringe Budget an allen Ecken und Enden mangelt.“

„Sci-Fi-Action[?] Faschismus-Glorifizierung? Gewaltverherrlichung? Was sich Paul Verhoeven 1997 bei seiner Adaption des Sci-Fi-Romans „Sternenkrieger“ anhören musste, grenzte an eine Farce – schließlich war die Story um den totalen Krieg der Menschen gegen eine Insektenrasse nichts anderes als eine Satire auf soldatisches Heldentum und reaktionäre Weltanschauungen. Von einer hintergründigen Parabel ist in Teil drei leider wenig zu spüren. Fazit: Mäßig getrickster Weltraumactioner für Fans.“